# John Broadus Watson
 (décembre 2015).
Si vous disposez d'ouvrages ou d'articles de référence ou si vous connaissez des sites web de qualité traitant du thème abordé ici, merci de compléter l'article en donnant les références utiles à sa vérifiabilité et en les liant à la section « Notes et références ».
Pour les articles homonymes, voir John Watson et Watson.
John Broadus Watson, né le 9 janvier 1878 à Greenville et mort le 25 septembre 1958 à New York, est un psychologue américain, fondateur du béhaviorisme. Voulant faire de la psychologie une science objective, il défend l'idée que celle-ci doit se cantonner à l'étude rigoureuse des comportements (behavior en anglais américain) observables tels qu'ils se produisent en réponse à un stimulus défini en excluant tout recours à l'introspection. Watson accorde ainsi une place centrale aux phénomènes d'apprentissage et notamment d'association stimulus-réponse, dans le droit fil des travaux de Pavlov. Convaincu de l'intérêt de l'approche behavioriste pour les applications de la psychologie, Watson porte ses recherches sur l'étude du comportement animal, la publicité et l'éducation des enfants, notamment à travers l'expérience très controversée dite « du petit Albert » (du nom donné à l'enfant sur lequel il testa les théories béhavioristes).

## Biographie
John Broadus Watson est né le 9 janvier 1878 à Greenville, en Caroline du Sud dans une famille très religieuse. Sa famille le destine à travailler auprès des ministères, mais il s'y oppose.
John Broadus Watson est un enfant précoce, il entre à l'université à 16 ans et obtient sa maîtrise de philosophie à l'âge de 21 ans à l'université de Chicago. Par la suite il fut intéressé par la psychologie et s'intéressa aux animaux et plus précisément la physiologie du cerveau des chiens qu'il étudiera avec son camarade Jacques Loeb malgré leurs oppositions sur le fait que les comportements des êtres vivants peuvent être expliqués seulement par la biologie selon Loeb.
En 1908, il est nommé professeur à l'Université Johns-Hopkins, à Baltimore; il y restera jusqu'en 1920. Il publia son livre Behavior : an introduction to comparative psychology en 1914 et en 1919 Psychology from the Standpoint of a Behaviorist ; dans cet ouvrage il justifie l'utilisation des animaux dans les expériences de Psychologie. En 1915, il est nommé président de l'American Psychology Association (APA). En 1920 il quitte l'université et se dirige vers la publicité et initia des idées révolutionnaires grâce à sa psychologie et le conditionnement évaluatif. Il s'intégra dans la société J.Walter Thompson, Agence de Stanley B. Resor, il devient vice-président de la société en 1924. Et la même année il publie son expérience la plus célèbre "le petit Albert".
Watson apparait comme le porte-parole du behaviorisme. Il s'oppose au structuralisme de Wundt et aux études sur la conscience car il la juge trop subjective. En effet, Watson a comme projet de rendre la psychologie objective en supprimant l'étude de l’âme, l'introspection et toutes les méthodes d'analyse non-objective. 
Pour finir en 1958, le Dr John Broadus Watson brûle ses ouvrages et ses œuvres inédites. Il meurt le 25 septembre de la même année à New York.

## Influence de Thorndike
John B. Watson fut également très intéressé par les travaux de Edward Thorndike, notamment les deux lois de l’apprentissage par la méthode essai-erreur : la loi de l’exercice et la loi de l’effet. La loi de l’exercice suppose que le comportement devient de plus en plus automatique si la réponse est stable. La loi de l’effet suppose que si l’effet du comportement apporte du plaisir, celui-ci sera renforcé. Watson ne gardait que l'aspect technique et a supprimé tout aspect humanisant ou émotionnel, tel que « le chat ressent du plaisir à faire ceci ». Rejeter l'aspect humanisant a son importance, puisque le courant comportementaliste (béhaviorisme) qu'il aura lancé suppose que tous les comportements peuvent être expliqués sans impliquer la conscience. Il disait par ailleurs de la pensée, dans son célèbre livre La psychologie telle qu'un behavioriste la voit, qu'elle n'est « qu’un langage silencieux, et ce langage silencieux n’est qu’un mouvement des langues et de la corde vocale ».

## L'expérience du petit Albert
Son expérience la plus célèbre et la plus controversée fut l'expérience dite « du petit Albert » qu'il mit au point avec son assistante Rosalie Rayner (laquelle deviendra sa femme). L'expérience avait pour but de conditionner un bébé de sorte qu'il ait peur d'un rat blanc, qu'il ne craignait pas du tout au préalable. Pour ce faire, il a repris la théorie du conditionnement simple de Ivan Pavlov, issue d'études sur les animaux. La méthode était la suivante :
Watson présente le rat au petit Albert, et à chaque fois qu'il le touche, l'expert produit un son violent qui effraie l'enfant en frappant une barre métallique avec un marteau. Au bout de quelques répétitions, le petit Albert finit par manifester de la peur en voyant le rat. Il a associé le rat au bruit effrayant. 
Les expérimentateurs ont constaté également que le conditionnement s'était généralisé à d'autres objets ou animaux (lapin, chien…). Albert avait développé une peur de ce qui se rapprochait du rat (fourrure, autre animal…). Watson a ainsi pu prouver que le conditionnement simple, qui n'était observé que chez les animaux, pouvait également s'appliquer aux humains. Watson n'a pas pu tenter de déconditionner le petit Albert comme il en avait l'intention, car l'enfant fut retiré par sa mère avant la fin de l'expérience.